# Bundesregierung Vranitzky III
Die österreichische Bundesregierung Vranitzky III wurde nach der Nationalratswahl vom 7. Oktober 1990 gebildet. Bei dieser Wahl konnte die SPÖ ihren Mandatsstand halten, die ÖVP verlor 17 Mandate, davon 15 zu Gunsten der FPÖ. Es wurde dennoch wieder eine Große Koalition gebildet.
Bundespräsident Kurt Waldheim ernannte das Kabinett Vranitzky III am 17. Dezember 1990. Ein halbes Jahr später tauschte die ÖVP den Vizekanzler aus. Die Große Koalition erreichte am 12. Juni 1994 einen historischen Erfolg: Bei der Volksabstimmung über den Beitritt Österreichs zur Europäischen Union stimmten 66,6 % der Teilnehmenden mit ja. (Der Beitritt trat am 1. Jänner 1995 in Kraft.)
Die Regierung trat am 11. Oktober 1994, zwei Tage nach der nächsten Nationalratswahl, zurück und wurde vom Bundespräsidenten bis zur Ernennung der Bundesregierung Vranitzky IV am 29. November 1994 mit der Fortführung der Geschäfte betraut.
| Amt                                                                  | Foto | Name                                                                        | Partei | Partei    | Staatssekretär                                                                      | Partei |
| -------------------------------------------------------------------- | ---- | --------------------------------------------------------------------------- | ------ | --------- | ----------------------------------------------------------------------------------- | ------ |
| Bundeskanzler                                                        |      | Franz Vranitzky                                                             |        | SPÖ       | Peter Jankowitsch bis 3. April 1992 Brigitte Ederer ab 3. April 1992 Peter Kostelka | SPÖ    |
| Vizekanzler                                                          |      | Josef Riegler bis 2. Juli 1991                                              |        | ÖVP       |                                                                                     |        |
| Vizekanzler                                                          |      | Erhard Busek ab 2. Juli 1991                                                |        | ÖVP       |                                                                                     |        |
| Auswärtige Angelegenheiten                                           |      | Alois Mock                                                                  |        | ÖVP       |                                                                                     |        |
| Inneres                                                              |      | Franz Löschnak                                                              |        | SPÖ       |                                                                                     |        |
| Justiz                                                               |      | Nikolaus Michalek                                                           |        | Parteilos |                                                                                     |        |
| Finanzen                                                             |      | Ferdinand Lacina                                                            |        | SPÖ       | Günter Stummvoll bis 22. Oktober 1991 Johannes Ditz                                 | ÖVP    |
| Wirtschaftliche Angelegenheiten                                      |      | Wolfgang Schüssel                                                           |        | ÖVP       | Maria Fekter                                                                        | ÖVP    |
| Arbeit und Soziales                                                  |      | Josef Hesoun                                                                |        | SPÖ       |                                                                                     |        |
| Land- und Forstwirtschaft                                            |      | Franz Fischler bis 17. November 1994                                        |        | ÖVP       |                                                                                     |        |
| Land- und Forstwirtschaft                                            |      | Jürgen Weiss ab 17. November 1994 mit der Aufgabe betraut                   |        | ÖVP       |                                                                                     |        |
| Landesverteidigung                                                   |      | Werner Fasslabend                                                           |        | ÖVP       |                                                                                     |        |
| Öffentliche Wirtschaft und Verkehr                                   |      | Rudolf Streicher bis 3. April 1992                                          |        | SPÖ       |                                                                                     |        |
| Öffentliche Wirtschaft und Verkehr                                   |      | Viktor Klima ab 3. April 1992                                               |        | SPÖ       |                                                                                     |        |
| Wissenschaft und Forschung                                           |      | Erhard Busek                                                                |        | ÖVP       |                                                                                     |        |
| Unterricht, Kunst und Sport bis 1. Februar 1991 Unterricht und Kunst |      | Rudolf Scholten                                                             |        | SPÖ       |                                                                                     |        |
| Umwelt, Jugend und Familie                                           |      | Marilies Flemming bis 5. März 1991                                          |        | ÖVP       |                                                                                     |        |
| Umwelt, Jugend und Familie                                           |      | Ruth Feldgrill-Zankel bis 5. November 1992                                  |        | ÖVP       |                                                                                     |        |
| Umwelt, Jugend und Familie                                           |      | Maria Rauch-Kallat ab 5. November 1992                                      |        | ÖVP       |                                                                                     |        |
| Föderalismus und Verwaltungsreform (Bundeskanzleramt)                |      | Josef Riegler bis 22. Oktober 1991 (Bundesminister ohne Portefeuille)       |        | ÖVP       |                                                                                     |        |
| Föderalismus und Verwaltungsreform (Bundeskanzleramt)                |      | Jürgen Weiss ab 22. Oktober bzw. 7. November 1991                           |        | ÖVP       |                                                                                     |        |
| Frauenangelegenheiten (Bundeskanzleramt)                             |      | Johanna Dohnal (ab 10. Jänner bzw. 8. Februar 1991 ohne Portefeuille)       |        | SPÖ       |                                                                                     |        |
| Gesundheit, Sport und Konsumentenschutz                              |      | Harald Ettl von 1. Februar 1991 bis 3. April 1992; vorher ohne Portefeuille |        | SPÖ       |                                                                                     |        |
| Gesundheit, Sport und Konsumentenschutz                              |      | Michael Ausserwinkler bis 17. März 1994                                     |        | SPÖ       |                                                                                     |        |
| Gesundheit, Sport und Konsumentenschutz                              |      | Christa Krammer ab 17. März 1994                                            |        | SPÖ       |                                                                                     |        |